# 16 Brygada Piechoty
16 Pomorska Brygada Piechoty (16 BP) – brygada piechoty Polskich Sił Zbrojnych.
Brygada została sformowana w 1945 roku we Włoszech, w składzie 2 Warszawskiej Dywizji Pancernej. Nie wzięła udziału w walkach. 

## Formownie i zmiany organizacyjne
Utworzona rozkazem dowódcy 2 Korpusu Polskiego l.dz.5467/tj./SD/44 z dnia 18 grudnia 1944 roku, jako część składowa 2 Warszawskiej Dywizji Pancernej w San Basilio na terenie Bazy 2 Korpusu Polskiego. Formowana jako brygada piechoty dywizji pancernej o etatach zbliżonych do 3 Brygady Strzelców 1 Dywizji Pancernej. Pierwszy rozkaz brygady ukazał się 29 grudnia 1944. W myśl tego rozkazu rozpoczęto formowanie dowództwa brygady i 64 batalionu piechoty, a potem dalszych pododdziałów. Kadrę brygady stanowili oficerowie i podoficerowie wydzieleni z brygad piechoty 3. i 5 Dywizji oraz ewakuowani z terenu Francji żołnierze Polskiej Kompanii/Batalionu Ochotniczego z Annecy kpt. Aleksandra Bluma i inni żołnierze z 2 Dywizji Strzelców Pieszych zbiegli i ewakuowani z internowania w Szwajcarii. Szeregowi i podoficerowie brygady rekrutowali się spośród Polaków byłych jeńców z armii niemieckiej oraz ochotników z Francji, w późniejszym okresie powojennym spośród  byłych żołnierzy Armii Krajowej. Brygadę uzupełniano i szkolono oraz wyposażano w intensywnym tempie, celem przygotowania do działań bojowych i osiągnięcia gotowości w połowie marca 1945 roku. Jednak na początku kwietnia 1945 roku z 16 Brygady Piechoty wydzielono 800 szeregowych na uzupełnienie batalionów strzeleckich 3 i 5 Dywizji. Dlatego też brygada nie weszła do działań bojowych  w bitwie o Bolonię. W kwietniu i maju do brygady wcielono dalsze uzupełnienia i na początku czerwca osiągnęła etatowy stan osobowy, jednak odnotowano braki kadry dowódczej.  26 czerwca 1945 r. brygadę przegrupowano w rejon Maceraty, gdzie była skoncentrowana 2 WDPanc. Dowództwo brygady umieszczono w Villa Isabella, a jej poszczególne oddziały w C. Bonaccorsi, San Claudio, C. Spadoni.  Od 11 lipca do brygady przybywali oficerowie z obozów jenieckich z terenu Niemiec. W dniu 15 sierpnia 1945 roku 16 Pomorska Brygada Piechoty uczestniczyła w defiladzie całej dywizji na lotnisku w Loreto. Od września 1945 brygada została przegrupowana  w rejon Camerino-Metalica-Caster Raimondo. Z tego rejonu wyjeżdżała do pełnienia służby wartowniczej w portach; w tym w Neapolu, na węzłach i liniach kolejowych. Jednocześnie rozpoczyna się repatriacja do Polski i innych krajów basenu Morza Śródziemnego. W brygadzie trwało nauczanie i uzupełnianie wykształcenia oraz nauka języków obcych (głównie angielskiego). We wrześniu 1946 roku brygada została przetransportowana do Wielkiej Brytanii, żołnierze wcieleni do PKPR, a brygada rozwiązana.

## Struktura organizacyjna
Kwatera Główna 16 Pomorskiej Brygady Piechoty (ang. Brigade Headquarters) w skład KG wchodziły pluton ochrony, pluton łączności (przydzielony z Oddz. łączn. dywizji) i czołówka naprawcza typu "A" 
- 64 Pomorski batalion piechoty (ang. 64th Polish Light Infantry Battalion)
- 65 Pomorski batalion piechoty (ang. 65th Polish Light Infantry Battalion)
- 66 Pomorski batalion piechoty (ang. 66th Polish Light Infantry Battalion)
- 16 samodzielna Pomorska kompania ckm/wsparcia (ang. Polish Machinegun Company)

## Obsada personalna
- dowódca brygady – ppłk Andrzej Stańczyk (29 XII 1944 - 1947)
- zastępca dowódcy – ppłk Karol Anders (od VI 1945)
- szef sztabu – kpt dypl. Czesław Kozłowski[3]
- komendant KG – kpt.  Adam Stanisław Puzoń[2]
- kwatermistrz – kpt. dypl. Paweł Gil[3]
- dowódca 64 batalionu piechoty – mjr dypl. Edmund Różycki[3]
- dowódca 65 batalionu piechoty – mjr Antoni Gębski[3]
- dowódca 66 batalionu piechoty – mjr Jan Dragan[3]
- dowódca 16 kompanii wsparcia (ckm) – kpt. Karol Rekliński[3]